# F64
"F64" é uma canção gravada pelo cantor e compositor inglês Ed Sheeran. Foi lançada como um single a 19 de Janeiro de 2023 pelas editoras discográficas Asylum e Atlantic. Sheeran escreveu a música com o produtor Fred Gibson, ao lado dos rappers Dave e Jae5, e Daniel Benson e Vata Sonzi. Musicalmente, é um tema de freestyle rap no qual Sheeran presta homenagem ao seu falecido amigo, o empresário e diretor musical inglês Jamal Edwards, que morreu em Fevereiro de 2022 devido a arritmia cardíaca. A música foi posteriormente incluída na edição japonesa do sexto álbum de estúdio de Sheeran, - (2022).

## Vídeo musical
O vídeo musical oficial de "F64" estreou junto com o lançamento da música a 19 de Janeiro de 2023. Ele mostra Sheeran parado ao lado de velas acesas ao redor do estádio Stamford Bridge, o estádio do Chelsea F.C., equipa de futebol favorita de Edwards.

## Desempenho nas tabelas musicais
| País — Tabela musical (2023)                             | Posição de pico |
| -------------------------------------------------------- | --------------- |
| Irlanda — Singles Top 50 (IRMA)                          | 64              |
| Nova Zelândia — Hot Singles (RMNZ)                       | 5               |
| Suécia — Singles Top 100 (Sverigetopplistan)             | 65              |
| Suíça — Top Singles Top 75 (Schweizer Hitparade)         | 77              |
| Reino Unido — Official Singles Chart Top 100 (OCC)       | 50              |
| Reino Unido — Hip Hop and R&B Singles Chart Top 40 (OCC) | 24              |